# オリエンタル (キュイ)
『オリエンタル』（仏：Orientale）作品50-9は、ツェーザリ・キュイが作曲したヴァイオリンとピアノのための小品。キュイの作品中、最も有名なもの。演奏時間は2分前後。
1893年に作曲されたヴァイオリンとピアノのための24の小品集「万華鏡」（仏：Kaléidoscope）の第9曲目。同曲集では、ロシア民謡風の旋律が特徴の第5曲目「子守歌」（仏：Berceuse）も単独で演奏されることがある。
日本における演奏(録音)のもっとも早い例として、1934年にわずか14歳の諏訪根自子がコロムビアレコードにSPレコードで録音を残している。

## 楽曲の内容
Allegretto・8分の6拍子・ト短調。
ヴァイオリンがピッツィカートとアルコでリズムを刻み、これを伴奏としてピアノが東洋的なメロディを奏で、次にヴァイオリンに引き継がれる。このメロディはセルビア民謡「明るい太陽」から採られているが、同時代のロシア作曲家に好まれ、チャイコフスキーの「スラヴ行進曲」やリムスキー＝コルサコフの「セルビア幻想曲」でも用いられている。同じメロディが繰り返し奏でられ、最後は消え去るように静かに終わる。
1920年代には、ポール・ホワイトマンによりフォックストロットに編曲されている。